# Golfo Triste
El golfo Triste es un golfo situado en la parte meridional del mar Caribe, al norte de América del Sur y cuyas aguas y costas pertenecen en su totalidad a Venezuela (a los estados de Carabobo, Falcón y Yaracuy). Es una extensión de agua muy abierta, por lo que sus límites son imprecisos, aunque se suele utilizar como límites Punta Tucacas (Falcón) y Puerto Cabello (Carabobo). 
En él desaguan algunos ríos de cierta importancia, como lo son el Aroa y el Yaracuy. Este desagüe está provocado por un proceso de colmatación en la cuenca del golfo. La influencia de los vientos alisios del noreste que peinan el golfo Triste hacen que sus riberas reciban mayores precipitaciones de las usuales en la región caribeña occidental a la que pertenece.

## Toponimia
Sobre el golfo Triste rescata el geógrafo chileno-venezolano Pedro Cunill Grau lo siguiente:

El impacto de sentimientos negativos ante los paisajes marítimos y litorales de la amplia entrante del mar Caribe en el litoral septentrional centro occidental entre Tucacas y Puerto Cabello llevó a bautizarlo también como golfo Triste. Ello se popularizó tempranamente, a partir de 1604, con la edición de la obra de Antonio de Herrera, donde aparece el mapa intitulado Descripcion del Districto de la Audiencia de La Española, que incluye una mención inequívoca a este golfo Triste. Así quedó inmortalizado en la toponimia de múltiples otros mapas: en los de Wilhelm y Johannes Blaeu, Amsterdam, 1635; en Terre Ferme de Nicolás Sansón D’Abbeville, 1656; en Terre Ferme de Nicholas de Fer, 1705, donde se reitera Golfe de Tristesse; en el Map of the West Indies de Herman Moll, 1727, donde se señala como G. of Triest; en el intitulado A New and Accurate Map of Terra Firma and the Caribbe Island de Eman Bowen en 1747; en Amérique Méridionale de Didier Robert de Vaugondy en 1750; en la espléndida obra cartográfica jesuita Provincia Quitensis de Carolo Brencano y Nicolao de la Torre editada en 1751; en la Carte de la Terre Ferme, de la Guyane et du Pays des Amazones de Rigoberto Bonne en 1785; del Mapa General del Nuevo Reino de Granada de orden del Virrey D.José Ezpeleta de 1790, reproducido en 1816 por orden del general Pablo Morillo; en la Carta del Departamento de Venezuela, inserta en la ya mencionada historia de 1827 de José Manuel Restrepo. En cambio, Codazzi no lo nombra entre los principales golfos venezolanos. Seguramente por no considerarlo por tal por su amplísima entrante. Sin embargo, ello fue subsanado en ulteriores obras geográficas de la segunda mitad del siglo xix, precisándose incluso, en los libros de texto de inicios del siglo xx: «El golfo Triste, que se extiende desde la Punta de Chichiriviche, del Estado Falcón, hasta Puerto Cabello, en el Estado Carabobo…»(151). 

Entre las múltiples percepciones que demuestran la expresividad negativa del topónimo nos parece sumamente ilustrativa la visión del Conde de Ségur en febrero de 1783: «Mientras más se acerca uno a las costas de este continente, la masa sombría de esas altas montañas parecen difundir sus sombras sobre el mar y propician pensamientos melancólicos en el alma. Sobre todo sus fondos, o mejor dicho sus golfos, presentan al ojo un espacio tan negro que se creería, al entrar en ellos, penetrar en el reino de los manes. Por esta razón, nunca un nombre fue tan justamente aplicado como el de Golfo Triste que se le da al Golfo de Puerto Cabello».

## Estados
El Golfo abarca tres estados de Venezuela como:
- Estado Falcón: Por uno de los 25 municipios como el Municipio José Laurencio Silva
- Estado Yaracuy: El caso el estado tiene una línea de costa de 5 km en uno de sus 14 municipios como el Municipio Veroes
- Estado Carabobo: Por uno de sus 14 municipios como Municipio Juan José Mora.